# タタウイヌ
タタウイヌ（アラビア語表記：تطاوين、英語表記：Tataouine、またTatooine、 Tatahouine、Tatahouïne、Taţāwīn 、 Tatawin、Fum Taţāwīn、Fumm Tattauin、 Foum Tatahouine、 Fum Tatawin、Foum Tataouineなどとも表記される。）はチュニジア南部、タタウイヌ県の県都である。北緯 32°55′60″、西経 10°26′60″Eに位置する。
ベルベル人の要塞の遺跡であるクサールで有名である。 Ksar Ouled Soltaneや、Chenini、Douiretがある。
1931年6月27日、隕石の落下があり、12キログラムの破片が発見された。稀少なエイコンドライトであるダイオジェナイトに分類される隕石であった。
ジョージ・ルーカスがスター・ウォーズに出てくる惑星タトゥイーンのロケ地として使用したことでも知られており、タトゥイーンという架空の地名は、タタウイヌに由来するという説がある。またSFテレビドラマのXファイルにも地球外ウイルスの実験施設が開かれた場所として登場した。

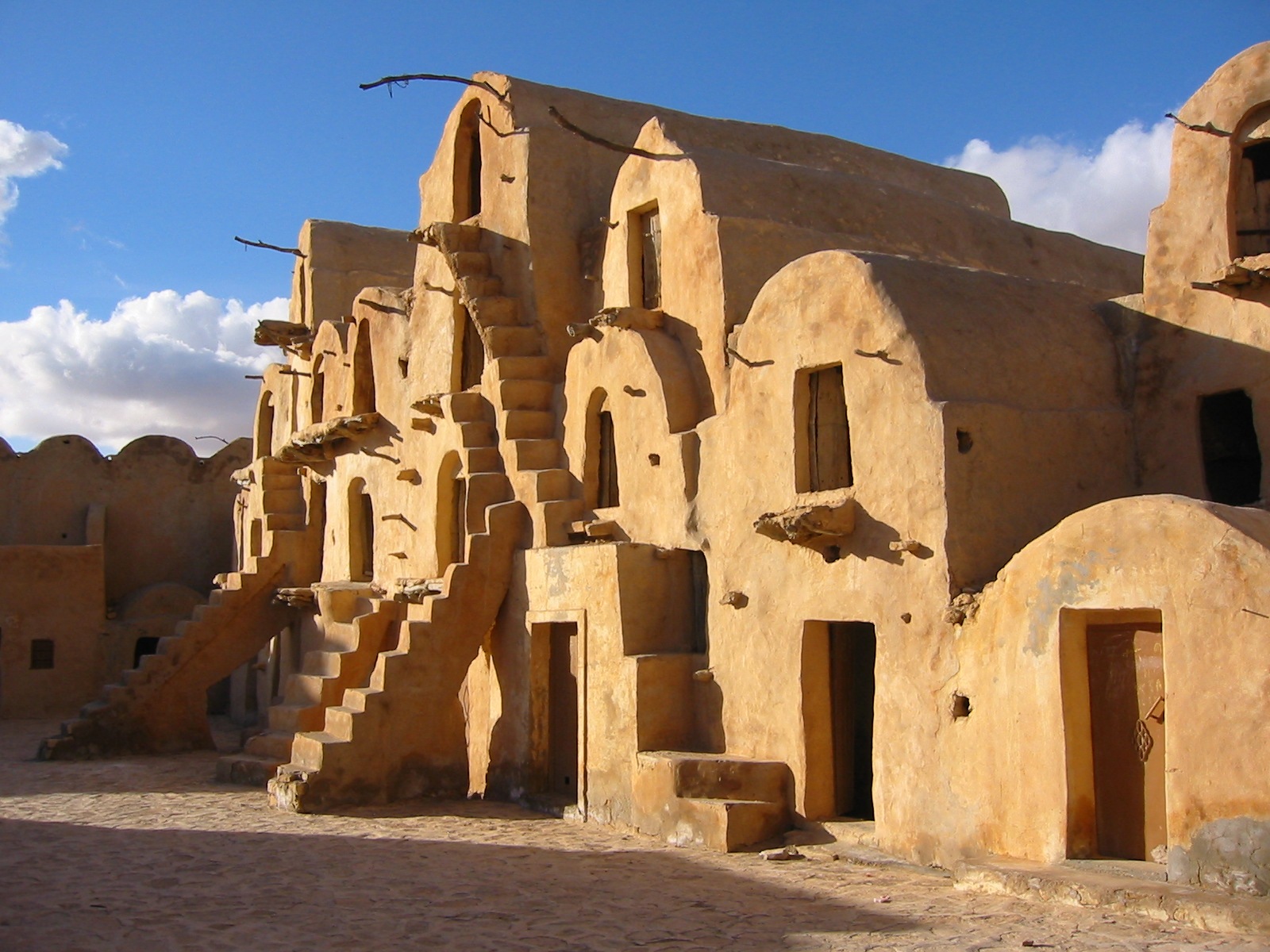
タタウイヌ近くのKsar Ouled Soltane